# Alvin i wiewiórki 2
Alvin i wiewiórki 2 (ang. Alvin and the Chipmunks: The Squeakquel, 2009) – amerykański film fabularny, kontynuacja filmu z 2007 roku Alvin i wiewiórki.

## Fabuła
Alvin, Szymon i Teodor, dzięki Dave'owi, który stworzył z nich zespół rockowy, odnoszą piosenkarskie sukcesy. Pojawia się jednak pewien problem. Alvin kocha być w centrum uwagi i to jego wygłupy sprawiają, że po paryskim koncercie Dave ląduje w szpitalu. Rozzłoszczony opiekun nakazuje wiewiórkom przerwać karierę i wrócić do szkoły. W czasie jego nieobecności będą pod pieczą jego kuzyna. Dla Toby’ego to duże wyzwanie, bo jedyne, na czym się zna i czym naprawdę się interesuje to gry komputerowe. Powrót Alvina, Szymona i Teodora do szkoły okazuje się trudny – muszą stawić czoło szkolnym osiłkom. Oczywiście Alvin gotów jest zrobić wszystko, by zostać szkolną gwiazdą. Dołącza nawet do futbolowej drużyny. Taki obrót spraw nie podoba się Szymonowi i Teodorowi. Ale największe wyzwanie czeka ich podczas konkursu śpiewu, na którym rywalkami stają się trzy dziewczyny, wiewiórki – Brittany, Żaneta i Eleonora. Chłopcy zakochują się w Wiewióretkach z wzajemnością i nie skupiają się na piątkowym koncercie, który Ian zaproponował dyrektorce, żeby okazać wyższość dziewczyn. W piątek przed konkursem, odbywa się dla Alvina ważny dzień – mianowicie mecz w szkole. Ryan, pod wrażeniem talentu Alvina, organizuje imprezę na jego cześć, która trwa do 19:00. W tym czasie zaczął się konkurs. Kiedy Wiewióretki śpiewały Hot N Cold, Szymon, Teodor i Toby próbują znaleźć Alvina. Gdy okazuje się, że jest ciągle na imprezie, Szymon przeprasza wszystkich fanów Wiewiórek, że nie wystąpią (jak określił Teo: „dwie małe świnki to za mało, muszkieterów też nie może być dwóch”). A to daje dziewczynom przepustkę do sławy dzięki Ianowi. Kiedy Alvin wraca do szkoły na scenę, myśląc że czekają, Brittany mu mówi, że nie ma nikogo i Wiewióretki wygrały, jednakże się z tego nie cieszą. Nazajutrz Alvin odkrywa, że Teodor uciekł z domu, i wybrał się do ZOO. W klatce nie ma niestety surykatek, jak zakładał najmłodszy z gwiazd estrady, tylko wielki orzeł. Bracia ratują go z opresji po czym Szymek i Alvin wybaczyli sobie konflikt. Tymczasem dziewczyny szykują się na charytatywny konkurs w szkole „Music Mania”. Ian im grozi: albo będą supportować koncert Britney Spears lub zostaną podane na talerzu prosto z grilla. Kiedy Żaneta i Brittany wykonują rozpaczliwy telefon na komórkę Iana, liderka przyznaje gryzoniom rację. Alvin leci za Brittany i Wiewióretkami na motorze-zabawce a Szymon próbuje złamać szyfr kłódki z klatki dziewczyn. Film kończy się wspólnym występem Wiewiórki and Wiewióretki oraz powrotem Dave’a z paryskiego szpitala. Alvin za sprawą manipulacji zdania opiekuna dziewczynki zamieszkują razem z gwiazdami. Film się kończy „piękną” wymianą ostrych zdań pomiędzy liderem a Dave'em oraz znanym rykiem Dave’a.

## Obsada
| Rola | Aktor               | Polski dubbing      |
| --- | ------------------- | ------------------- |
| Ludzie |                     |                     |
| Toby Seville | Zachary Levi        | Waldemar Barwiński  |
| Ian Hawke | David Cross         | Tomasz Bednarek     |
| Dr Rubin | Wendie Malick       | Anna Chitro-Bergman |
| Dave Seville | Jason Lee           | Wojciech Paszkowski |
| Wiewiórki |                     |                     |
| Alvin | Justin Long         | Grzegorz Drojewski  |
| Szymon | Matthew Gray Gubler | Artur Pontek        |
| Teodor | Jesse McCartney     | Tomasz Steciuk      |
| Brittany | Christina Applegate | Agnieszka Fajlhauer |
| Żaneta | Anna Faris          | Kamilla Baar        |
| Eleonora | Amy Poehler         | Katarzyna Owczarz   |
| Opracowanie i udźwiękowienie wersji polskiej: Studio Sonica Reżyseria: Jerzy Dominik Tłumaczenie: Arleta Walczak Dialogi polskie: Joanna Kuryłko Dźwięk: Georgy Fek, Agnieszka Stankowska Organizacja produkcji: Agnieszka Kudelska Nagrań dokonano w: Studio Mafilm Audio w Budapeszcie W pozostałych rolach: Bartłomiej Magdziarz, Lesław Żurek, Jolanta Wołłejko, Andrzej Andrzejewski, Sławomir Pacek, Leszek Zduń, Dorota Furtak, Agnieszka Kudelska, Tomasz Borkowski, Jerzy Dominik i inni |                     |                     |

## Nagrody
- Kids’ Choice Awards 2010: Ulubiony film